# Meringopus titillator
Meringopus titillator là một loài tò vò trong họ Ichneumonidae.